# Ulrich Wessel
Ulrich Wessel, född 9 januari 1946 i Bielefeld, död 25 april 1975 i Stockholm, var en medlem av Röda armé-fraktionen.
Wessel ingick i Kommando Holger Meins som den 24 april 1975 ockuperade den västtyska ambassaden i Stockholm. Efter att ambassaden sprängdes kl. 23:47 påträffades Wessel livlös i en korridor på tredje våningen, med svåra skallskador och splitterskador i huvudet och på kroppen. Wessel hade hållit i en handgranat som detonerat, sannolikt av misstag, och fördes till Södersjukhuset där han avled kl. 01.30 på morgonen den 25 april. I maj 1975 begravdes Wessel på kyrkogården Johannisfriedhof i sin hemstad Bielefeld.
1991 mördades Detlev Karsten Rohwedder, då chef för Treuhandanstalt, av Kommando Ulrich Wessel ur Röda armé-fraktionen.